# Blairmount, New South Wales
Blairmount este o suburbie în Sydney, Australia.